# Горња Обријеж
Горња Обријеж је насељено место у саставу града Пакраца, у западној Славонији, Република Хрватска.

## Становништво
На попису становништва 2011. године, Горња Обријеж је имала 81 становника.

## Попис 1991.
На попису становништва 1991. године, насељено место Горња Обријеж је имало 284 становника, следећег националног састава:
| Попис 1991.‍  | Попис 1991.‍  | Попис 1991.‍ | Попис 1991.‍ | Попис 1991.‍ |
| ------------ | ------------ | ----------- | ----------- | ----------- |
|              |              |             |             |             |
| Срби         | Срби         |             | 166         | 58,45%      |
| Хрвати       | Хрвати       |             | 34          | 11,97%      |
| Италијани    | Италијани    |             | 33          | 11,61%      |
| Југословени  | Југословени  |             | 18          | 6,33%       |
| Мађари       | Мађари       |             | 2           | 0,70%       |
| Чеси         | Чеси         |             | 1           | 0,35%       |
| неопредељени | неопредељени |             | 6           | 2,11%       |
| непознато    | непознато    |             | 24          | 8,45%       |
| укупно: 284  |              |             |             |             |